# Base de trépied de Persépolis

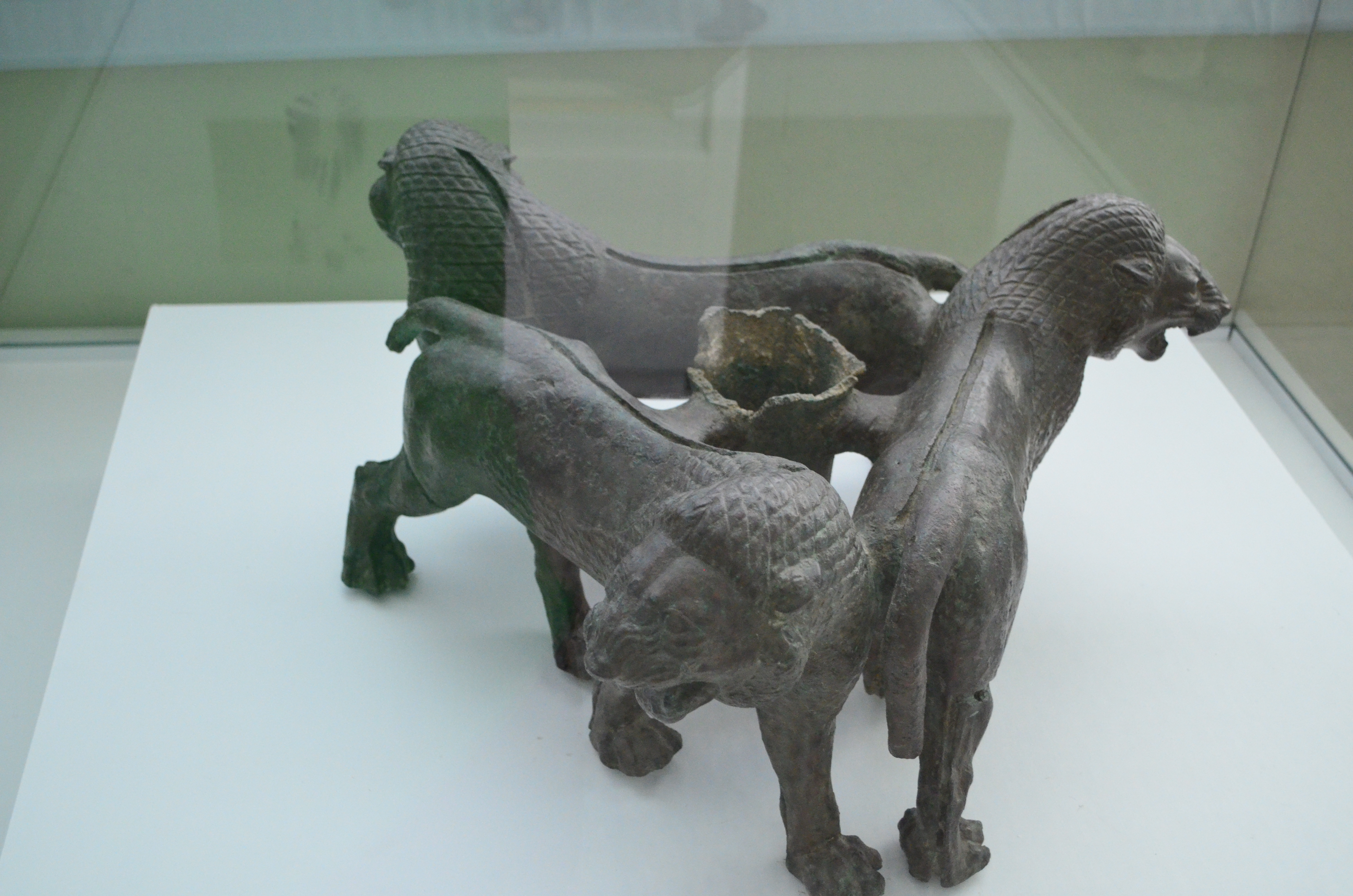
Base de trépied de bronze en forme de trois lions

La base de trépied de Persépolis est une pièce archéologique du VIe - Ve siècle av. J.-C., conservée au musée national d'Iran à Téhéran. Cet objet de bronze est la base d'un trépied sacrificiel trouvé à Persépolis issu du mobilier royal. Il constituait le pied d'une table sacrificielle et représente trois lions en marche rugissants, symbole de la puissance royale. 
Ces tables sacrificielles étaient toujours des guéridons tripodes qui supportaient une lampe ou une coupe lustrale.
Les pieds de mobilier royal de la période achéménide et jusqu'à l'ère sassanide représentaient presque toujours un lion allongé, un pied de lion, de cerf, de griffon, ou une serre d'aigle.
Le façonnage de cette pièce est remarquablement fin, avec les crinières et le pelage des lions habilement évoqués. Les trois lions sont soudés à un tube central; on remarque des rainures de fixation le long des dos et des crinières. L'ensemble mesure 28 cm de hauteur et 39 cm de longueur.
Cette pièce a été exposée à Paris au cours de l'exposition 7000 ans d'art en Iran du Petit Palais qui a eu lieu d'octobre 1961 à janvier 1962.